# Samar Yazbek
Samar Yazbek (Arabisch: سمر يزبك) (Jableh, 18 augustus 1970) is een Syrische schrijfster en journaliste. Ze studeerde Arabische literatuur aan de Tishreen University (Latakia). Ze heeft in een grote verscheidenheid aan genres geschreven, waaronder romans, korte verhalen, filmscripts, televisiedrama's, film- en tv-kritiek en literaire verhalen. Verschillende van haar werken zijn vanuit het Arabische origineel in andere talen vertaald.

## Biografie
In 2010 werd Yazbek geselecteerd als een van de 39 meest veelbelovende auteurs onder de 40 jaar door Beirut39, een wedstrijd georganiseerd door het Hay Festival. In 2011 nam ze deel aan de opstand tegen het regime van Assad, en een paar maanden later werd ze gedwongen in ballingschap te gaan. In 2012 werd ze gekozen voor de prestigieuze PEN/Pinter Prize International Writer of Courage Award, als erkenning voor haar boek A Woman in the Crossfire: Diaries of the Syrian Revolution. In hetzelfde jaar ontving ze ook de Zweedse Tucholsky-prijs en de Nederlandse Oxfam/PEN-prijs. In 2016 werd Yazbek's literaire verhaal Bawwābaẗ arḍ al-ʿadam (in het Frans vertaald als Les Portes du néant) bekroond met de Franse prijs "Prix du Meilleur Livre Étranger".
Yazbek nam ook deel aan de Syrische culturele karavaan, een artistieke en culturele beweging onder leiding van Syrische kunstenaars die begon met een project genaamd "Vrijheid voor het Syrische volk" en een roadtrip door Europa omvatte.

## Werk
Yazbek is een prominente stem geweest ter ondersteuning van de mensenrechten en meer specifiek de rechten van vrouwen in Syrië. In 2012 lanceerde ze Women Now for Development, een NGO gevestigd in Frankrijk die tot doel heeft Syrische vrouwen economisch en sociaal te versterken.
| Jaar | Publicatie                                                      | Genre            | Landen |
| 2021 | Waar de wind huist                                              | Roman            | Nederland |
| 2018 | 19 vrouwen: verhalen over veerkracht uit Syrië                  | Literair verhaal | Frankrijk - Zweden - Italië |
| 2017 | Al-Mashāʾa [Degene die loopt (vrouwelijk)]                      | Roman            | Vertaald naar Deens ("Du må ikke dø") - Zweeds ("Hon som vandrar")                                                                   |
| 2017 | De blauwe pen                                                   | Roman            | Frankrijk-Zweden-Noorwegen-Duitsland-Libanon-Nederland                                                                               |
| 2015 | Het kruispunt                                                   | Literair verhaal | Frankrijk-Zweden-Noorwegen –Verenigd Koninkrijk-Libanon-Spanje-Portugal-Polen-Maleisië-Griekenland-Roemenië-India-China-Italië-Japan |
| 2012 | Een vrouw in het kruisvuur: dagboeken van de Syrische revolutie | Literair verhaal | Frankrijk-VK-Nederland-Zwitserland-Turkije                                                                                           |
| 2010 | In haar spiegels                                                | Roman            | Italië-Libanon |
| 2008 | De berg van lelies                                              | Roman            | Syrië |
| 2008 | Kaneel                                                          | Roman            | Frankrijk-Zweden-Noorwegen-Italië-VK-Zwitserland-Libanon                                                                             |
| 2005 | Klei                                                            | Roman            | Egypte |
| 2002 | Een meisje uit de hemel                                         | Roman            | Syrië |
| 2000 | Woorden van vrouwen                                             | Korte verhalen   | Syrië |
| 1999 | Herfst bloemen                                                  | Korte verhalen   | Syrië |

## Nominaties en onderscheidingen
- Prijs voor beste buitenlandse boek 2016 voor Les Portes du néant (Frankrijk)[3]
- 2013 PEN-OXFAM Novib-prijs voor A Woman in the Crossfire: Diaries of the Syrian Revolution (Nederland)
- 2012 PEN Tucholsky-prijs voor A Woman in the Crossfire: Diaries of the Syrian Revolution (Zweden)
- 2012 PEN Pinter-prijs voor A Woman in the Crossfire: Diaries of the Syrian Revolution (VK)
- 2010 Geselecteerd in de Beiroet 39, Hay festival selectie van uitstekende schrijvers onder de 40 (Beiroet)
- 2000 UNICEF, prijs voor beste literaire scenario voor "A falling sky" (tv-script)

## Andere publicaties
- Silence”, PEN Atlas, februari 2014
- “I write with blind eyes and forty fingers”, Index on censorship (VK), december 2014
- “On two and a half years of massacre in Syria”, SvD (Zweden) & FAZ (Duitsland), september 2013
- “Syria’s inferno”, Le Nouvel Observateur, bibliobs (Frankrijk), september 2013
- “The novelist vs. the revolutionary: My own Syrian debate”, Washington Post (Verenigde Staten), september 2013
- “In the shadow of Assad’s bombs”, The New York Times, OpEd (Verenigde Staten), augustus 2012
- “Two men”, The Guardian (VK), augustus 2011

- Bibsys: 12064661
- Biblioteca Nacional de España: XX5614879
- Bibliothèque nationale de France: cb155640556 (data)
- Gemeinsame Normdatei: 137148984
- International Standard Name Identifier: 0000 0004 3528 9748
- Library of Congress Control Number: no2003097265
- Nationale Bibliotheek van Tsjechië: jo2017949622
- Nationale Bibliotheek van Israël: 987007313224305171
- Nederlandse Thesaurus van Auteursnamen: 357410211
- LIBRIS: 390361
- Système universitaire de documentation: 139208054
- Virtual International Authority File: 265632066
- WorldCat: E39PBJmhVkDPY763r4D89tBF8C